# Покозачення
Покозачення — соціальний процес переважно самовільного набуття козацьких прав представниками інших соціальних груп і верств українського соціуму, що наприкінці 16 — у 18 ст. становив одну із провідних тенденцій соціального розвитку. Участь у процесі покозачення могли брати як представники провідної соціальної верстви — шляхти, котрі в такий спосіб долучалися до військової організації козацтва українського й отримували можливість реалізувати себе у військовій сфері, так і соціальні низи — селяни та міщани, для котрих покозачення, крім військової складової, несло в собі можливість підвищити свій соціальний статус, позбутися залежності від дідича чи міської корпорації.
З кінця 16 ст. процеси покозачення охоплювали переважно Київщину та Брацлавщину, на малозаселені терени яких стікалися втікачі з інших українських земель. У часи загострення соціальних суперечностей, трансформації їх у відкриті форми збройної боротьби процеси покозачення перекинулися на Подільське воєводство і Волинське воєводство та, навіть, отримали наслідування на теренах Руського воєводства і на землях південної Білорусі.
Особливо масштабними процеси покозачення стали напередодні та під час козацьких повстань 1591—96, 1625, 1637—38, коли вони виступали однією з форм соціальної боротьби пригноблених і, водночас, розширювали соціальну базу козацьких виступів. Вельми промовистою щодо масштабності цього соціального явища в роки козацьких повстань є заява гетьмана польного коронного С.Жолкевського 1596: «вся Україна покозачилась». Важливо зауважити й те, що покозачення населення не лише посилювало військову могутність Війська Запорозького, а й сприяло поширенню козацького самоврядування та козацького присуду на Подніпров'ї, які в середині 17 ст. стали серцевиною формування козацької держави.
Крім самовільного покозачення населення, у деяких випадках процеси активного долучення до козацького способу життя стимулювалися й урядом Речі Посполитої. Це відбувалося в часи посилення воєнної загрози державі з боку сусідніх країн і, відповідно, зростання потреби в істотному збільшенні власних військ. сил за незначного зростання фінансових видатків. Прикладами таких мобілізаційних заходів керівництва Речі Посполитої стали залучення добровольців з України до участі в Лівонській війні 1558—1583, походах на російські землі в роки Смути початку 17 ст., відбиття наступу Османів на поч. 1620-х рр. (Хотинська війна 1621) тощо. Участь у воєнних кампаніях для їхніх учасників з України обіцяла не лише отримання відповідної королівської плати та доступ до розподілу воєнних трофеїв, а й поліпшення соціального статусу.
Найбільш масовий в українській історії процес покозачення населення мав місце 1648—49, коли з початком Національно-визвольної війни українського народу середини 17 ст. чисельність Війська Запорозького у деякі роки збільшувалася до 100—150 тис. осіб, а на теренах Подніпров'я, Лівобережжя та частини Правобережжя утвердилась Українська козацька держава. Покозачення, що відбулось у цей час, змінило й якісні показники козацького стану, до якого долучилася значна кількість православної шляхти, котра в такий спосіб намагалася зберегти за собою майно і владу на землях, що увійшли до складу Гетьманату.
В умовах стабілізації суспільно-політичної ситуації в Українській козацькій державі, локалізованій за результатами визвольної боротьби на теренах Лівобережної України, визначений угодами з російською владою кількісний склад козацького стану в 30 тис. осіб загалом задовольняв соціальні претензії населення і тому масштабних покозачень не спостерігалося. Як поодинокий виняток можна класифікувати діяльність гетьманського уряду І.Брюховецького 1666, спрямовану на стимулювання вступу міщан і селян до козацьких лав, аби в такий спосіб саботувати реалізацію положень Московського договору 1665, що поширювали владу царських воєвод над некозацьким населенням України. У часи правління російського імператора Петра I, коли відбувалося посилення соціальної залежності непривілейованих верств Гетьманату, прагнення окремих їх представників набути козацьких прав (т. зв. шукачів козацтва) було використане з метою дискредитації козацької старшини й сприяння в утвердженні при владі в Україні Малоросійської колегії. На законодавчому рівні доступ до козацьких прав було збережено лише для тих «шукачів», батьки та діди котрих були записані до козацьких компутів.
Тим часом у Правобережній Україні наприкінці 17 ст. спостерігалася нова хвиля П., викликана активною колонізаційною діяльністю С.Палія, С.Самуся, А.Абазина та ін. Черговий сплеск соціальної активності правобережного населення з набуття козацьких прав мав місце в роки Коліївщини. Незважаючи на жорстоке придушення виступу, соціальний ідеал, втілений в образі козацького способу життя, для непривілейованих верств українського соціуму і надалі зберігав свою привабливість та час від часу втілювався у практиках П. Наприкінці 18 — на початку 19 ст. актуалізації процесів покозачення сприяли зовнішньополітичні обставини — війни з Османською імперією, наполеонівською Францією, плани російського керівництва щодо залучення козаків для придушення польського визвольного руху тощо. Одним з останніх масових проявів покозачення стали селянські виступи в Київській губернії за відновлення козацького стану, що мали місце під час Кримської війни 1853—1856 (див. Київська козаччина 1855).